# The Swap
The Swap (bra: Swap - A Troca; prt: Que Mudança!) é um filme original do Disney Channel estrelado por Peyton Roi List e Jacob Bertrand. O filme foi baseado numa telenovela adolescente, juvenil adulta chamada também de The Swap, escrita por Megan Shull, e é escrito por Charlie Shahnaian e Shari Simpson e dirigido por Jay Karas.
O primeiro trailer emitiu-se no dia 24 de junho de 2016 no Disney Channel durante a estreia do filme Adventures in Babysitting. O filme estreou em 7 de outubro de 2016 nos Estados Unidos.

## Sinopse
Frustrados com a complexidade de suas vidas, os alunos Ellie O'Brien e Jack Malloy trocam mensagens por um aplicativo desejando ter um estilo de vida mais fácil. O que não sabiam é que o aplicativo era mágico e eles acabam trocando de corpos. Agora Ellie e Jack precisam lidar com dinâmicas familiares complexas, valentões e amizades enquanto tentam voltar aos seus corpos, antes que seja tarde.

## Produção
As filmagens começaram em 20 de abril de 2016 e terminou a 28 de junho, do mesmo ano. As filmagens tiveram lugar em Toronto.

## Audiência
Durante sua estreia no horário das 20h00, "The Swap" atraiu um total de 2,64 milhões de espectadores com uma classificação de 0,48 para pessoas entre 18 e 49 anos.

## Elenco
| Personagem       | Ator/Atriz      |
| ---------------- | --------------- |
| Ellie O'Brien    | Peyton List     |
| Jack Malloy      | Jacob Bertrand  |
| Summer           | Claire Rankin   |
| Aspen Bishop     | Eliana Jones    |
| Stryker Malloy   | Jesse Bostick   |
| Gunner Malloy    | Callan Potter   |
| Mackenzie Wick   | Devyn Nekoda    |
| Owen             | Kolton Stewart  |
| Porter Gibbs     | James Godfrey   |
| Clerk            | Danny Smith     |
| Sassy Gaines     | Kiana Madeira   |
| Trenador Malloy  | Darrin Rose     |
| Trenadora Carol  | Naomi Snieckus  |
| Claire           | Naya Liviah     |
| Ryan             | Michael Fessaha |
| Doutora Baker    | Marcia Johnson  |
| Enfermeira Helen | Linda Kash      |